# Crucianella filifolia
Crucianella filifolia är en måreväxtart som beskrevs av Eduard August von Regel och Johannes Theodor Schmalhausen. Crucianella filifolia ingår i släktet Crucianella och familjen måreväxter. Inga underarter finns listade i Catalogue of Life.